# Aplic amb forma de cap humà, finals s. IV - inicis s. V aC
L'aplic amb forma de cap humà, finals s. IV - inicis s. V aC va ser trobat en un nivell corresponent a una fase antiga del jaciment, a la part alta de l'oppidum del Puig de Sant Andreu, i representa un cap humà amb trets facials una mica exagerats. La seva funció era decorativa o simbòlica, era l'aplic d'algun vas ceràmic. Però no un vas qualsevol.
Aquest tipus d'aplics és ben conegut en el món mediterrani d'època clàssica, i generalment apareixen associats a vasos de bona qualitat. L'aplic d'Ullastret potser formava part d'un oinochoe (gerra per a contenir i abocar líquids), i segurament, fos amb aquesta funció o amb una altra, va formar part d'un objecte excepcional.
El color gris monocrom de la ceràmica amb què està fet l'aplic, ens indica que va ser produït en un taller grec colonial occidental de la zona del Golf de Lleó, probablement dels entorns de Massalia (Marsella). Però d'altra banda, els trets estilístics del personatge que s'hi representa, amb ulls ametllats i un somriure inconfusible, l'apropen a les representacions de cares etrusques. Potser es tracta d'una imitació d'un model etrusc produït en un taller grec colonial.

## Fitxa tècnica
- Matèria: ceràmica
- Cronologia: finals s. VI – inici s. V aC
- Procedència: Puig de Sant Andreu, Ullastret
- Ubicació: Museu, sala 1, vitrina 28